# Marie Duchatel
Marie Duchatel o Marie Du Chastel (? – 1692) fou una pintora neerlandesa. Activa a Brussel·les entre 1681 i 1689.
Era filla del pintor Francois Duchatel i va contreure matrimoni el 1681, en segones nupcias, amb el també pintor Eglon van der Neer a la seva ciutat natal de Brussel·les. El escriptor Weyerman a la biografia del seu marit, va esmentar sobre ella, que vivia en un apartament localitzat en el pis sota el seu en «la pensió San José en Keyserstraat de Anvers, quan pintava diàriament i vivia separada del seu marit». Del seu treball únicament va comentar que ella pintava millor que dibuixava.

## Retrats de penjoll atribuïts a Marie Duchatel

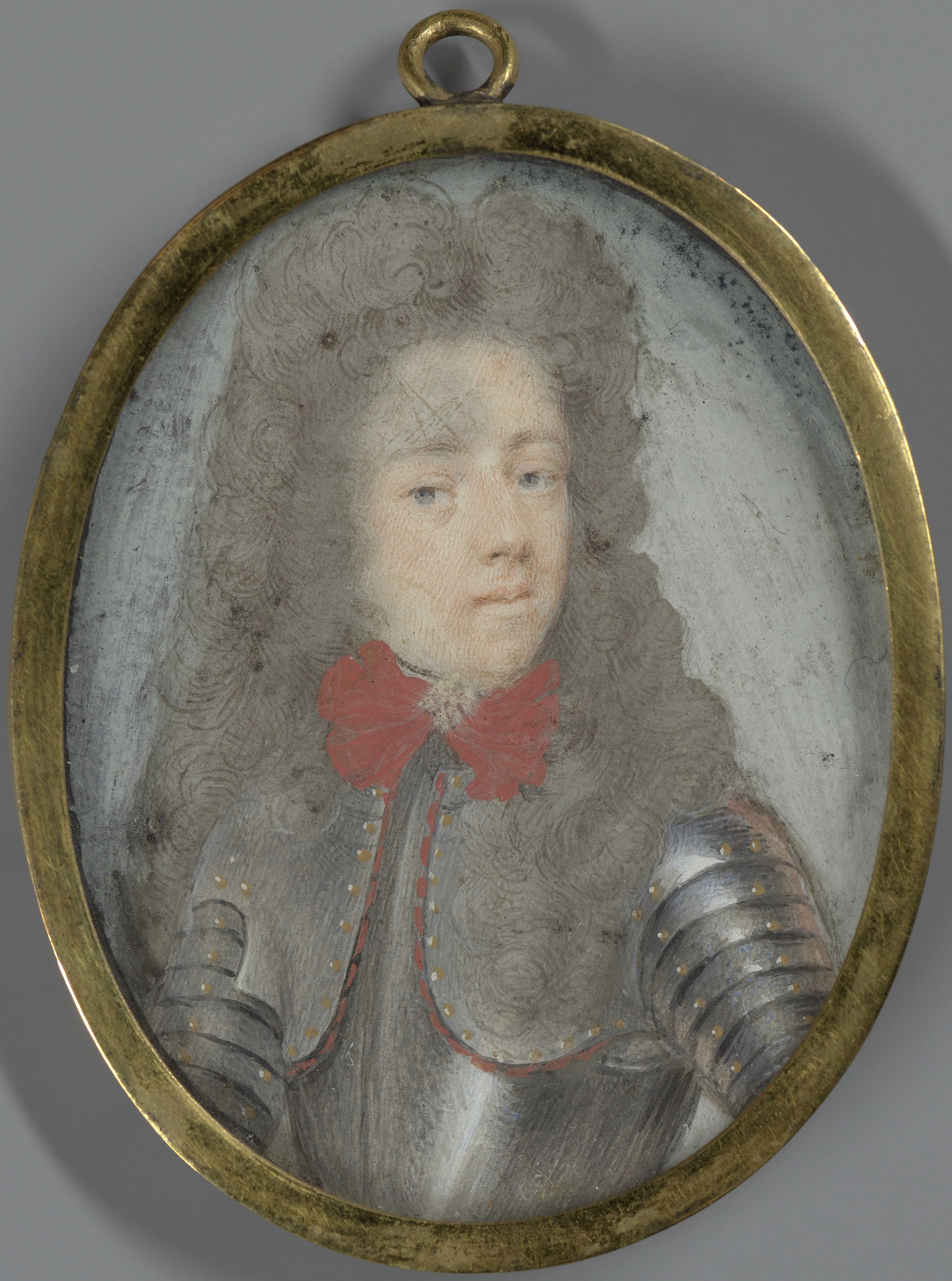
Retrat d'Enric Casimir II de Nassau-Dietz, gobernandor de Nassau-Dietz
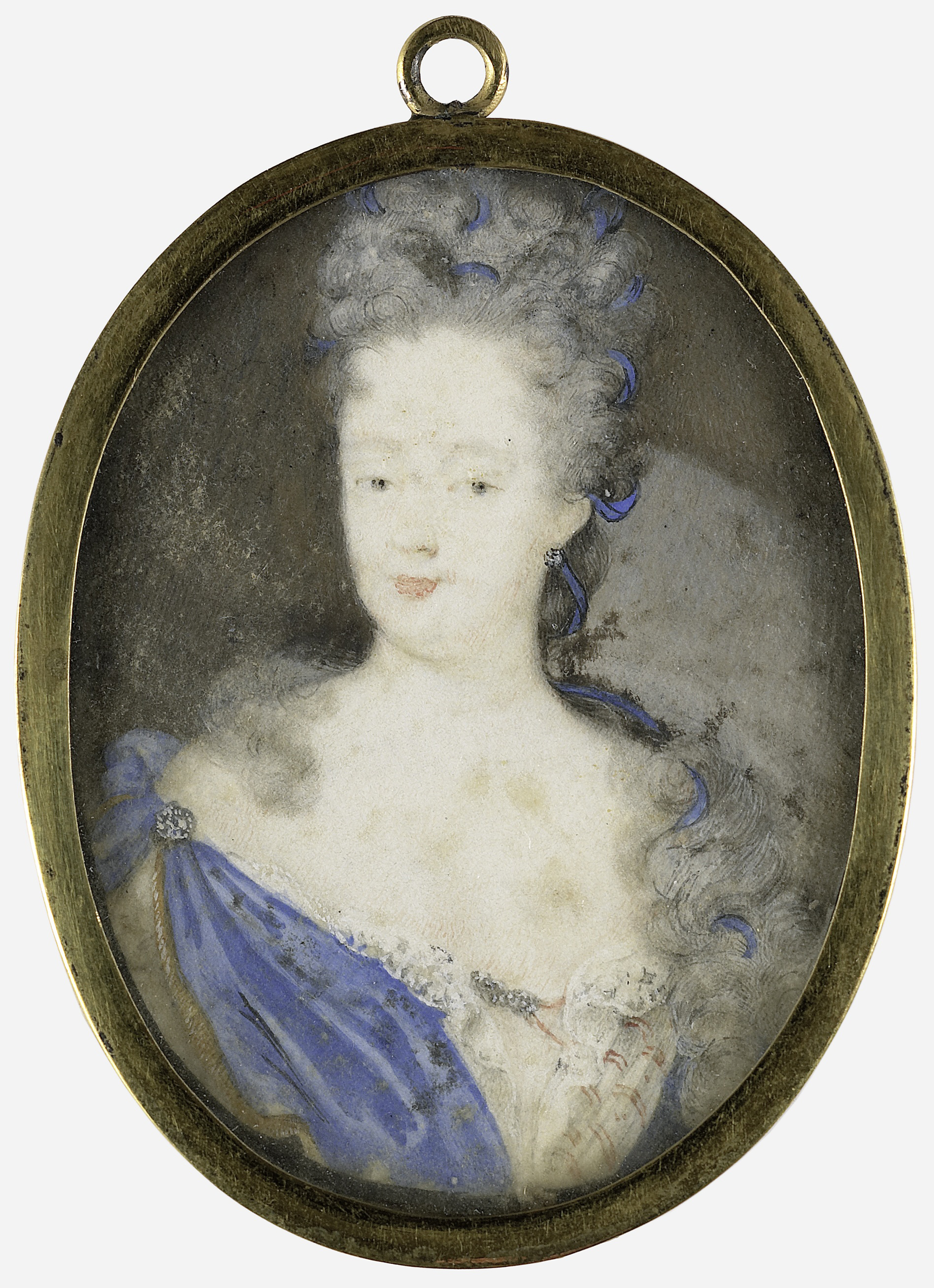
Retrat d'Enriqueta Amalia d'Anhalt-Dessau